# Swetosław Gocew
Swetosław Gocew (bułg. Светослав Гоцев; ur. 31 sierpnia 1990 w Brezniku) – bułgarski siatkarz, reprezentant kraju grający na pozycji środkowego. 

## Sukcesy klubowe
Liga bułgarska:
- 2024[4], 2025[5]
- 2012
- 2023

Puchar Niemiec:
- 2014

Liga niemiecka:
- 2014

Liga francuska:
- 2018

Superpuchar Bułgarii:
- 2023[6], 2024[7]

Puchar Bułgarii:
- 2025[8]

## Sukcesy reprezentacyjne
Memoriał Huberta Jerzego Wagnera:
- 2016
- 2010
- 2014

Igrzyska Europejskie:
- 2015

## Nagrody indywidualne
- 2016: Najlepszy środkowy Ligi Europejskiej